# سحب الدشبذ
سَحْب الدُشْبُذ أو مطّ الدشبذ أو تكوين العظم السحبي عملية جراحية تجرى لتقويم التشوهات الهيكلية وزيادة طول العظام الطويلة. يتم كسر العظم عن طريق قطع قشرة العظم، ثم تجرى المباعدة التدريجية بين القطعتين العظميتين خلال طور السحب، فيتشكل نسيج عظمي جديد في الثغرة بين القطعتين. وعند التوصل إلى الإطالة المطلوبة أو الممكنة يتبعه طور الاندمال يتم خلاله تصلّد العظم الجديد. ومن منافع هذه الطريقة أنها تمدد في الوقت نفسه العظم والنسج الرخوة المحيطة.
مع أن سجب الدشبذ كان يطبق في جراحة العظام بالدرجة الأولى، إلا أن نتائج التجارب على الجرذان والبشر تشير إلى إمكانية تطبيقه في إصلاح تشوهات الوجه والفكين.

## التاريخ
في عام 1905 اقترح أليساندرو كوديفيلا طرائق جراحية من أجل زيادة طول الطرفين السفليين؛ وكانت هذه العمليات مترافقة بمعدلات عالية للمضاعفات، خاصة في طور الاندمال، مما كان يؤدي إلى الفشل في تحقيق هدف الجراحة.
حدثت القفزة النوعية في هذه الجراحة مع تطوير الطبيب السوفييتي غافرييل إليزاروف في 1951 لطريقة جراحية جديدة تعتمد على بيولوجيا العظام وقدرة النسج الرخوة على التجديد أثناء الشد. تتلخص طريقته باستخدام مثبت خارجي (جهاز إليزاروف) بشكل حلقة مطبقية. ورغم أن أنماط المضاعفات هي نفسها (العدوى والألم وتهيج الأعصاب والنسج الرخوة)، إلا أن المضاعفات عند تطبيق طريقة إليزاروف نادرة وأقل وخامة، وهي مأمونة وتسمح بتحقيق هدف الجراحة.